# Hyalophora kasloensis
Hyalophora kasloensis är en fjärilsart som beskrevs av Cockerell 1908. Hyalophora kasloensis ingår i släktet Hyalophora och familjen påfågelsspinnare. Inga underarter finns listade i Catalogue of Life.